# Róger Flores
Róger Flores Solano pseudonim Il Capitano (ur. 26 maja 1959 w San José) – kostarykański piłkarz grający na pozycji obrońcy, a także trener.

## Kariera
Flores był kapitanem reprezentacji Kostaryki podczas Mistrzostw Świata 1990 rozgrywanych we Włoszech. Był to pierwszy występ kadry narodowej tego kraju na Mundialu, lecz podopieczni Bory Milutinovicia zadziwili piłkarski świat wychodząc z grupy, a w pokonanym polu pozostawiając wyżej notowane ekipy, jak Szkocję i Szwecję. W meczu z tą drugą ekipą Róger, grający jako obrońca, zdobył nawet bramkę.
W kraju „Il Capitano” występował w dwóch najpopularniejszych ekipach – Alajuelense i Saprissie. Wielką karierę rozpoczął w połowie lat 80. w pierwszej z tych ekip. Wraz z klubowymi kolegami w roku 1986 zdobył Puchar Mistrzów CONCACAF, a poza tym wygrał dwa tytuły mistrza kraju. Szczyt jego kariery przypadł na okres po transferze do Deportivo Saprissa, gdy stał się gwiazdą i kapitanem drużyny klubowej i narodowej. Z ekipą ze stolicy Kostaryki zdobył kolejne trzy tytuły mistrzowskie i wywalczył kolejne dwa trofea klubowego Mistrza CONCACAF.
W reprezentacji kraju Flores rozegrał 49 spotkań i zdobył 2 gole. Po zakończeniu kariery trenował różne kluby z I ligi Kostaryki oraz jedną z reprezentacji młodzieżowych.